# Charles Napier (skådespelare)
Charles Napier, född 12 april 1936 i Allen County i Kentucky, död 5 oktober 2011 i Bakersfield i Kalifornien, var en amerikansk skådespelare.
Innan Charles Napier flyttade till Hollywood för att pröva lyckan som skådespelare var han en lovande squaredancer.[källa behövs] En av hans första filmer var i sexkomedin Cherry, Harry & Raquel (1970), regisserad av Russ Meyer, i vilken han spelade mot bland andra Uschi Digard. Därefter medverkade han i ytterligare tre filmer av Meyer, Beyond the Valley of the Dolls (1970), The Seven Minutes (1971) och Supervixens (1975). Napier medverkade även i en rad andra b-filmer och i enstaka avsnitt av olika tv-serier, såsom Kojak, Star Trek: The Original Series och Star Trek: Deep Space Nine.
1980 spelade Charkes Napier Tucker McElroy i filmen Blues Brothers. En annan av hans mest kända roller är som Marshall Murdock i Rambo – First Blood II (1985).
Napier medverkade såväl i ett stort antal b-filmer och tv-serier som i en del storfilmer, som När lammen tystnar (1991), Philadelphia (1993), Austin Powers: Hemlig internationell agent.